# Begonia propinqua
Espèce
Begonia propinqua est une espèce de plantes de la famille des Begoniaceae.
L'espèce fait partie de la section Petermannia.
Elle a été décrite en 1906 par Henry Nicholas Ridley (1855-1956).

## Répartition géographique
Cette espèce est originaire du pays suivant : Malaisie.